# Brazos de la Vía Láctea

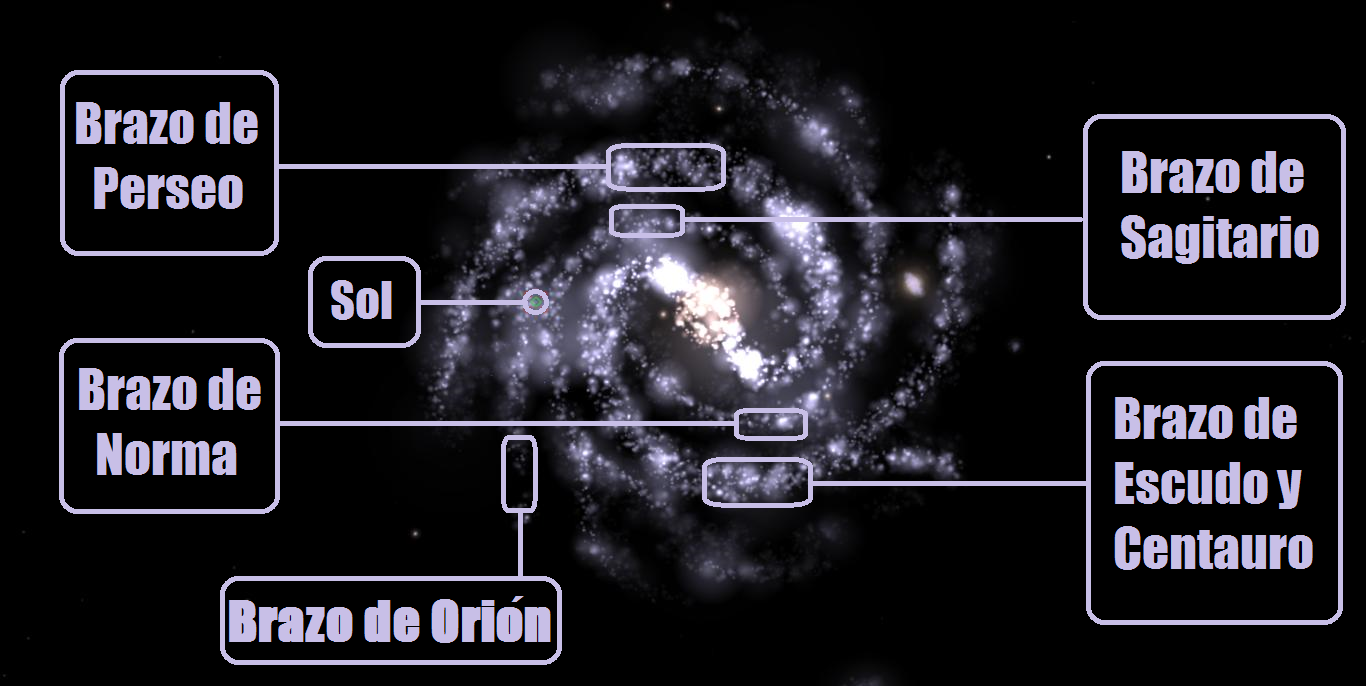
Brazos de la Vía Láctea generados con el programa de Celestia

La Vía Láctea tiene una arquitectura simétrica. Tiene una barra Central, cuyos extremos se unen, cada uno de ellos con cuatro brazos, dos principales y dos secundarios, así como varios espolones que salen de los brazos o que unen unos brazos a otros, como es el brazo en el que se encuentra el sistema solar. también existen dos brazos interiores cerca del bulbo galáctico.
El disco galáctico de la Vía Láctea contiene los siguientes brazos:
- Brazo de Perseo (principal)
  - Brazo 3 kpc cercano (interior)
- Brazo de Escudo-Centauro (principal)
  - [[Brazo

3 kpc lejano]] (interior)
- Brazo de Sagitario (secundario)
  - Brazo de Orión (espolón)
- Brazo de Norma-Brazo exterior (secundario)